# Angelika Roesch
Angelika Roesch (* 8. Juni 1977 in Berlin) ist eine ehemalige deutsche Tennisspielerin.

## Biographie
Angelika Roesch begann im Alter von sieben Jahren mit dem Tennissport. Sie ist eigentlich Linkshänderin, Tennis spielt sie jedoch mit rechts.
In ihrer Laufbahn gewann sie fünf Einzeltitel auf dem ITF Women’s Circuit, den letzten im September 2008 beim $25.000-Event in Lecce, Italien, durch einen Finalsieg über Mervana Jugić-Salkić. Im Doppel triumphierte sie bei sechs ITF-Turnieren, zuletzt 2006 an der Seite von Julija Bejhelsymer auf Fuerteventura.
Auf der WTA Tour erreichte Roesch 2002 in Québec und 2003 in Hobart das Viertelfinale, im Doppel gelang ihr an der Seite von Lubomira Bacheva in Palermo 2002 der Finaleinzug, sie unterlagen jedoch einem Team aus Russland. 2003 erreichte sie im Doppel zudem in Budapest und Québec jeweils das Halbfinale, ebenso 2004 im belgischen Hasselt an der Seite der Italienerin Maria Elena Camerin.

### 1995 bis 2000
1995 bestritt sie erstmals Turniere der WTA Tour. Bei ihrem Debüt in Berlin unterlag sie gleich in der ersten Runde. Noch in ihrem ersten Jahr gewann Roesch jedoch ein ITF-Turnier in São Paulo durch einen 6:1-, 5:7-, 6:2-Finalsieg über Sabine Haas, der Schwester von Tommy Haas. Ihr erstes Jahr schloss sie bei acht Turnierteilnahmen auf Position 536 ab. 1996 wurde sie offiziell Profispielerin. Ihren zweiten ITF-Titel gewann sie im September 1998 in Hechingen.

### 2001
2001 stand Roesch nach mehreren erfolgreichen ITF-Turnieren Ende des Jahres erstmals unter den Top 150 der Weltrangliste. Sie gewann ein ITF-Turnier in Verona (Endspiel gegen Zuzana Kucova; im Viertelfinale konnte sie sich über die an 1 gesetzte Dally Randriantefy aus Madagaskar durchsetzen), bei zwei weiteren, besser dotierten ITF-Turnieren erreichte sie das Finale.

### 2002
Im Jahr 2002 fiel sie vor allem durch ihre drei Erfolge über Jelena Dementjewa auf, die bereits in den Top 20 der Weltrangliste geführt wurde. Roesch stand im Juni 2002 erstmals in den Top 100 der Weltrangliste. 2002 erreichte sie zudem das Viertelfinale beim WTA-Turnier in Québec, wo sie in der zweiten Runde erneut Dementjewa schlagen konnte und erst an Jelena Bowina scheiterte. Beim WTA-Turnier von New Haven erreichte sie als Qualifikantin nach vier Siegen über Spielerinnen aus den Top 100 die zweite Runde, als sie wiederum Dementjewa bezwang, ehe sie gegen Laura Granville aus den USA verlor. Auch beim WTA-Turnier in Berlin, wo sie durch die Qualifikation ins Hauptfeld gelangte, schied sie nach einem weiteren Sieg über Dementjewa in der zweiten Runde aus. Bei Grand-Slam-Turnieren erreichte Roesch zweimal die dritte Qualifikationsrunde, in Wimbledon und bei den US Open schied sie im Hauptfeld in Runde eins aus; in der zweiten Runde von Wimbledon wäre sie auf die damalige Weltranglistenerste Venus Williams getroffen, Roesch verlor jedoch in Runde eins gegen Virginia Ruano-Pascual. Insgesamt überstand sie 2002 bei 22 von 30 Turnieren die Auftaktrunde und kam auf 37 Siege.
Ihr bislang erfolgreichstes Jahr beendete Roesch auf Position 80. Am 24. Februar 2003 erreichte sie mit Rang 69 ihr bis bestes Ranking in der WTA-Weltrangliste und am 17. März 2003 mit Position 107 ihre beste Platzierung in der Doppelkonkurrenz.

### 2003
Im Frühjahr 2003 wurde Roesch trotz ihres Aufstiegs in der Weltrangliste und als damalige Nummer zwei in Deutschland nicht für den Fed Cup gegen die Slowakei nominiert. Bei der nächsten Partie 2003 gegen Indonesien wurde sie im bereits bedeutungslosen Doppel an der Seite von Vanessa Henke zum ersten und einzigen Mal im Fed Cup eingesetzt. Im Januar 2003 erreichte sie das Viertelfinale in Hobart, unterlag dort jedoch der US-Amerikanerin Amy Frazier. Beim WTA-Turnier in Antwerpen stand sie nach einem Sieg über Magui Serna in der zweiten Runde. In der Woche darauf schlug sie in Memphis mit Amanda Coetzer beinahe eine weitere Topspielerin, sie scheiterte jedoch beim 6:2, 6:7, 1:6 offenbar (wie öfter in ihrer Karriere) an ihren Nerven. 2003 spielte Roesch ihr letztes Match im Hauptfeld eines Grand-Slam-Turniers. Bei den US Open, wie in diesem Jahr auch bei allen anderen Grand-Slam-Turnieren, unterlag sie in der ersten Runde Paola Suárez aus Argentinien.

### 2004
Ihr vorerst letzter Sieg im Hauptfeld eines WTA-Turniers gelang Roesch in Indian Wells. Sie schlug in der ersten Runde die Österreicherin Sybille Bammer in zwei Sätzen, ehe sie Kim Clijsters unterlag. Kurz zuvor kam sie auch in Acapulco ins Hauptfeld, unterlag dort allerdings ihrer Angstgegnerin Iveta Benešová. Noch im selben Jahr erreichte sie beim ITF-Turnier in Bergamo das Halbfinale, nachdem sie im Viertelfinale der Ukrainerin Aljona Bondarenko mit 6:1, 6:2 keine Chance gelassen hatte.

### 2007
In Berlin spielte Roesch zum letzten Mal im Hauptfeld eines WTA-Turniers. Sie schied nach überstandener Qualifikation trotz einer 5:1-Führung im ersten Satz gegen Sybille Bammer in zwei Sätzen aus. Auf dem Weg ins Hauptfeld besiegte sie u. a. die Tschechin Eva Birnerová. 2007 schlug Roesch auch zum letzten Mal eine Spielerin aus den Top 100, in der 1. Qualifikationsrunde des WTA-Turniers von San Diego besiegte sie Bethanie Mattek aus den USA.
2007 gewann Roesch als Qualifikantin das ITF-Turnier in Bari mit einem Finalsieg über Giulia Gabba und kehrte unter die besten 200 der Weltrangliste zurück, nachdem sie auch das Finale beim ITF-Turnier in Grado erreicht hatte, wo sie der Belarussin Darja Kustawa, gegen die sie sich zu Beginn des Jahres noch durchgesetzt hatte, in drei Sätzen unterlag; zuvor hatte sie die Weltranglisten-115. Youlia Fedossova mit 6:7, 6:0, 6:1 besiegt. Des Weiteren erreichte sie 2007 das Viertelfinale des $50.000-Events in Saguenay, unterlag dort Aleksandra Wozniak – ebenso im tschechischen Zlín, wo sie der Tschechin Petra Kvitová in drei Sätzen unterlag, nachdem sie sich zuvor gegen Wiktorija Kutusowa aus der Ukraine mit 6:2, 7:6 durchgesetzt hatte. Bei den US Open nahm sie nach drei Jahren erstmals wieder an einer Qualifikation für ein Grand-Slam-Turnier teil, unterlag jedoch in zwei Sätzen Varvara Lepchenko aus den USA. Im Vorfeld klagte sie wie so oft über Motivationsprobleme. Bei 18 ihrer 28 Turniere überstand sie die Auftaktrunde und kam auf insgesamt 37 Siege.

### 2008
Zu Beginn des Jahres trat Roesch bei den Australian Open in der Qualifikation an, verlor jedoch gegen Barbora Záhlavová-Strýcová in der ersten Runde knapp mit 6:7, 4:6. Beim WTA-Turnier in Paris kam sie in die zweite Runde der Qualifikation, in Antwerpen scheiterte sie im Auftaktmatch, bei zwei weiteren ITF-Events erreichte sie die zweite Runde. Ab Februar musste sie verletzungsbedingt sieben Monate pausieren. Bei ihrem Comeback Ende September erreichte sie bei dem mit $50.000 dotierten Turnier in Mestre als Qualifikantin das Halbfinale – sie besiegte dort u. a. Nastassja Jakimawa mit 6:4, 6:2 – und gewann eine Woche später ihren letzten Titel in Lecce. Beim $100.000-Turnier von Taipeh unterlag sie nach glattem Auftaktsieg über die Deutsche Vanessa Henke in Runde zwei der Italienerin Corinna Dentoni knapp mit 6:7, 6:7. Die Saison 2008 beschloss Roesch mit einer Niederlage in der ersten Runde des mit $50.000 dotierten ITF-Turniers in Kalkutta.

### Seit 2009
Das Jahr 2009 begann für Roesch wiederum bescheiden. Sie konnte bis einschließlich der French Open, bei denen sie gegen die gesetzte Jewgenija Rodina erneut in der 1. Qualifikationsrunde ausschied, kein Match gewinnen. Nach sieben Auftaktpleiten erreichte sie beim $25.000-Turnier in Stettin die zweite Runde. Nachdem sie auch bei einem Turnier in Italien die Qualifikation überstanden hatte, stand sie bei dem mit $25.000 dotierten ITF-Turnier in Stuttgart im Halbfinale. Auf ihrem Weg dahin schlug sie u. a. die topgesetzte Kathrin Wörle sowie Titelverteidigerin Stephanie Gehrlein in zwei glatten Sätzen. Das Halbfinale musste Roesch dann im zweiten Satz aufgeben. In der Woche darauf schied sie in Zagreb wiederum in der Auftaktrunde aus. Bei einem weiteren $25.000-Turnier in Italien erreichte sie das Viertelfinale.
2010 besiegte Roesch beim WTA-Turnier in Budapest im Auftaktmatch der Qualifikation die Georgierin Margalita Chakhnashvili (damals um Position 200 der Weltrangliste) in zwei Sätzen, in der Runde darauf schied sie allerdings aus.
Beim $25.000-Turnier in Versmold konnte sie ebenfalls eine Runde gewinnen. Ihren letzten Auftritt hatte sie bei einem ITF-Turnier im italienischen Ciampino, wo sie im Doppel bis ins Halbfinale kam.
Nach ihrem Rücktritt vom Profisport übernahm Roesch eine Tennisschule im badischen Oberkirch.